# Футбольная аллея

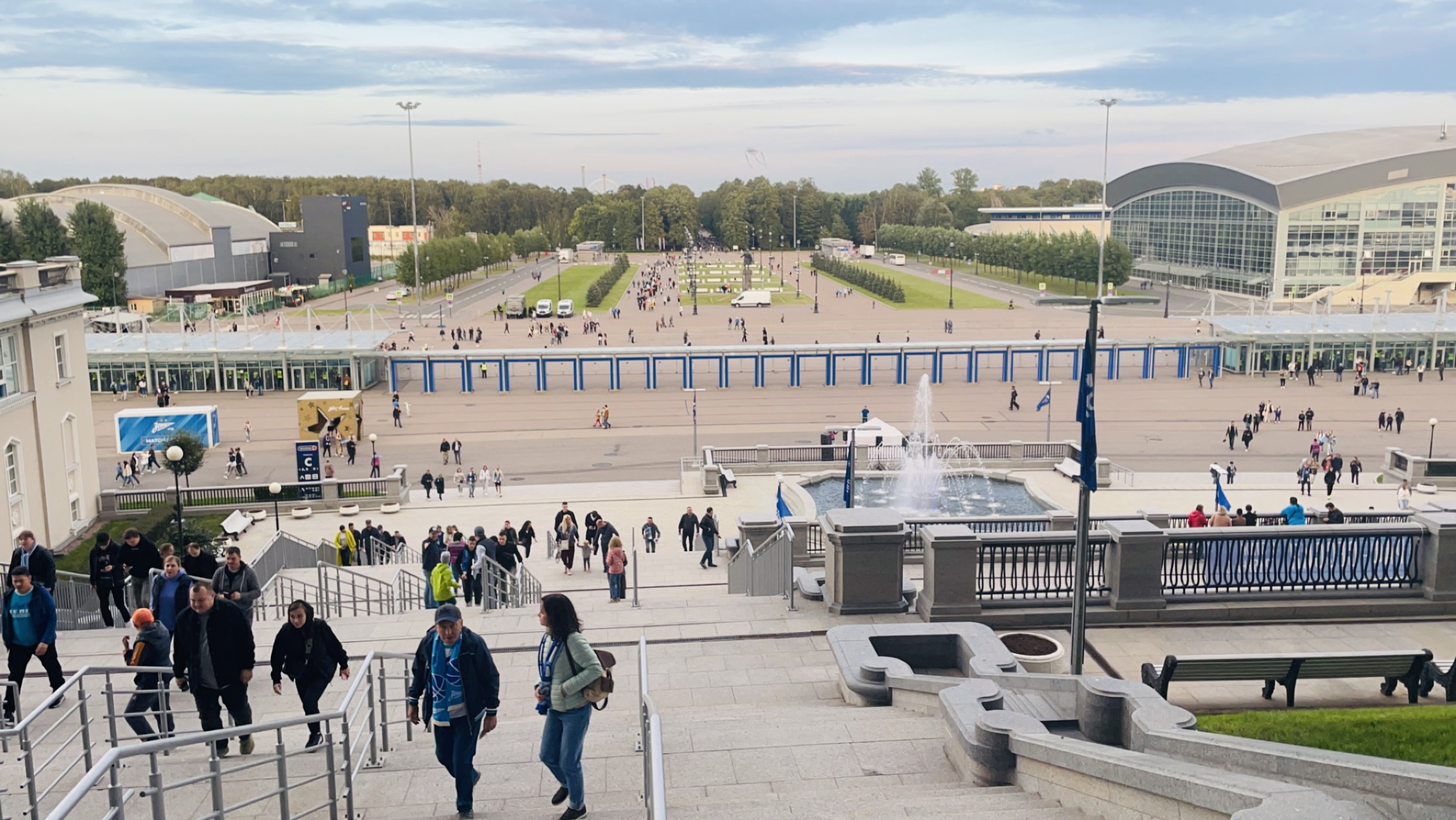
Вид на Футбольную аллею от «Газпром Арены»

Футбо́льная аллея — меридиональная аллея в историческом районе Острова Петроградского административного района Санкт-Петербурга. Находится в западной части Крестовского острова. Проходит от Северной до Южной дороги.

## История
Аллея получила название 23 июня 2011 года по футбольному стадиону (ныне «Газпром Арена»), вдоль которого она проходит. Название было дано в ряду улиц Крестовского острова, названия которых отражают спортивную тематику (другие подобные названия — Велосипедная аллея, Гребная улица, Теннисная аллея и др.).

## Пересечения
С севера на юг Футбольную аллею пересекают следующие улицы:
- Северная дорога — Футбольная аллея примыкает к ней;
- Южная дорога — Футбольная аллея примыкает к ней.

## Транспорт
Ближайшая к Футбольной аллее станция метро — «Зенит» 3-й (Невско-Василеостровской) линии (кратчайшее расстояние по прямой — около 800 м).
Движение наземного общественного транспорта по аллее отсутствует.

## Общественно значимые объекты
- крытый велотрек (у примыкания к Северной дороге) — Северная дорога, дом 12, литера А;
- «Газпром Арена» — дом 1;
- памятник С. М. Кирову;
- концертно-спортивный комплекс «Арена» — дом 8, литера А.